# Polycarpa obtecta
Polycarpa obtecta är en sjöpungsart som beskrevs av Traustedt 1883. Polycarpa obtecta ingår i släktet Polycarpa och familjen Styelidae. Inga underarter finns listade i Catalogue of Life.